# Valley Park (Missouri)
Valley Park é uma cidade localizada no estado americano do Missouri, no Condado de St. Louis.

## Demografia
Segundo o censo americano de 2000, a sua população era de 6518 habitantes.
Em 2006, foi estimada uma população de 6351, um decréscimo de 167 (-2.6%).

## Geografia
De acordo com o United States Census Bureau tem uma área de 8,2 km², dos quais 7,8 km² cobertos por terra e 0,4 km² cobertos por água.

## Localidades na vizinhança
O diagrama seguinte representa as localidades num raio de 8 km ao redor de Valley Park.